# Calyptomyrmex shasu
Calyptomyrmex shasu é uma espécie de formiga do gênero Calyptomyrmex, pertencente à subfamília Myrmicinae.